# Hyphessobrycon georgettae
Hyphessobrycon georgettae är en fiskart som beskrevs av Géry, 1961. Hyphessobrycon georgettae ingår i släktet Hyphessobrycon och familjen Characidae. Inga underarter finns listade i Catalogue of Life.